# NÖLB 30–33
Die NÖLB 30–33 waren vier Dampftriebwagen der Niederösterreichischen Landesbahnen (NÖLB).
Die NÖLB beschaffte 1905/06 vier normalspurige Dampftriebwagen, die etwas größer und stärker als die 20–21 waren.
Die Triebwagen hatten die Achsformel 1A1, die Kessel stammten von Komarek, der Wagenkasten wurde von Rohrbacher gefertigt. Die Fahrzeuge hatten einen Dampftrockner.
Einer verkehrte auf der Strecke Korneuburg–Ernstbrunn, zwei waren der Strecke Ernstbrunn–Mistelbach–Hohenau zugeordnet, einer war als Landesreserve bestimmt.
Die Fahrzeuge wurden 1919/20 verkauft.